# Penthophera
Penthophera é um gênero de traça pertencente à família Arctiidae.

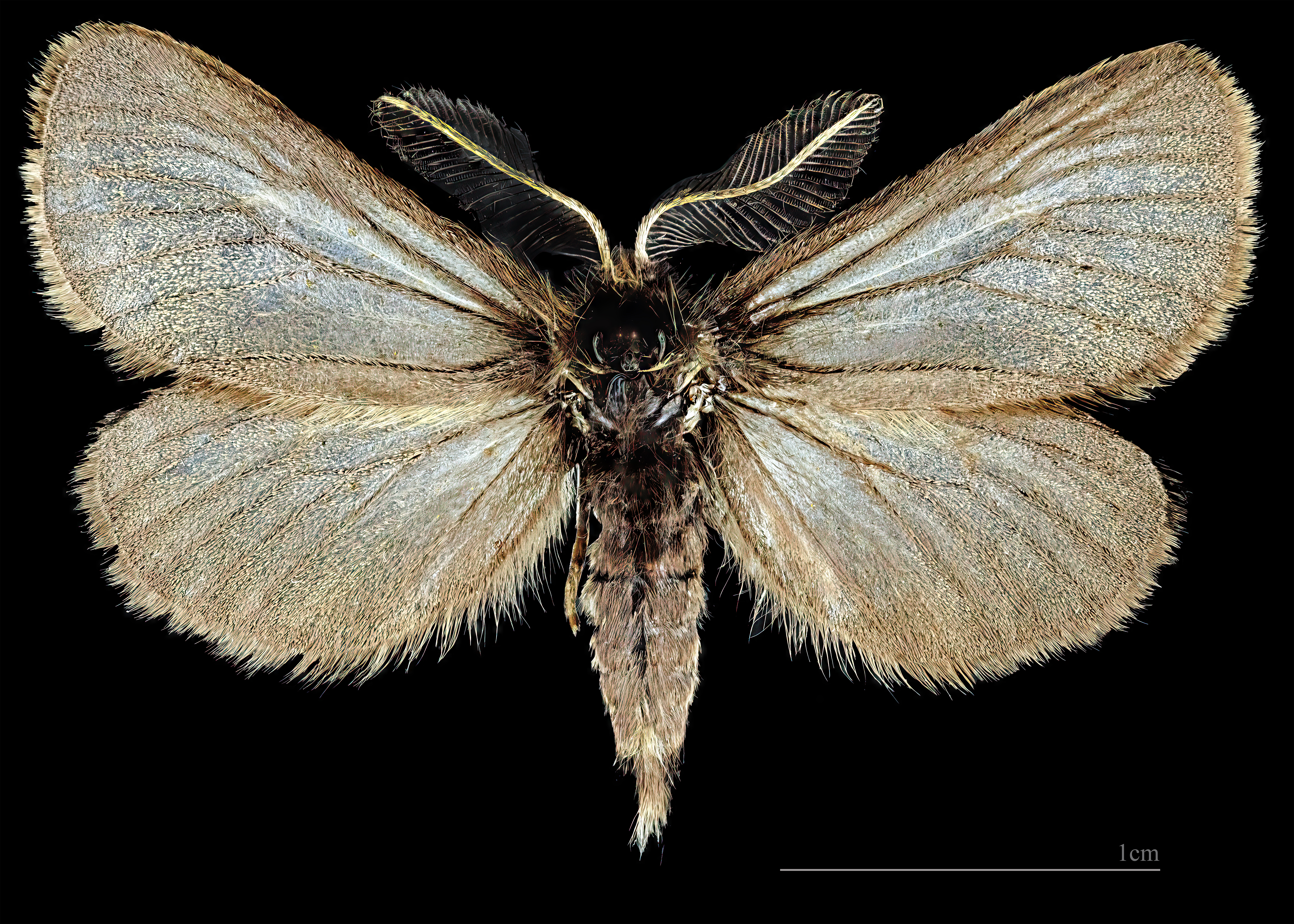
Penthophera morio ♂
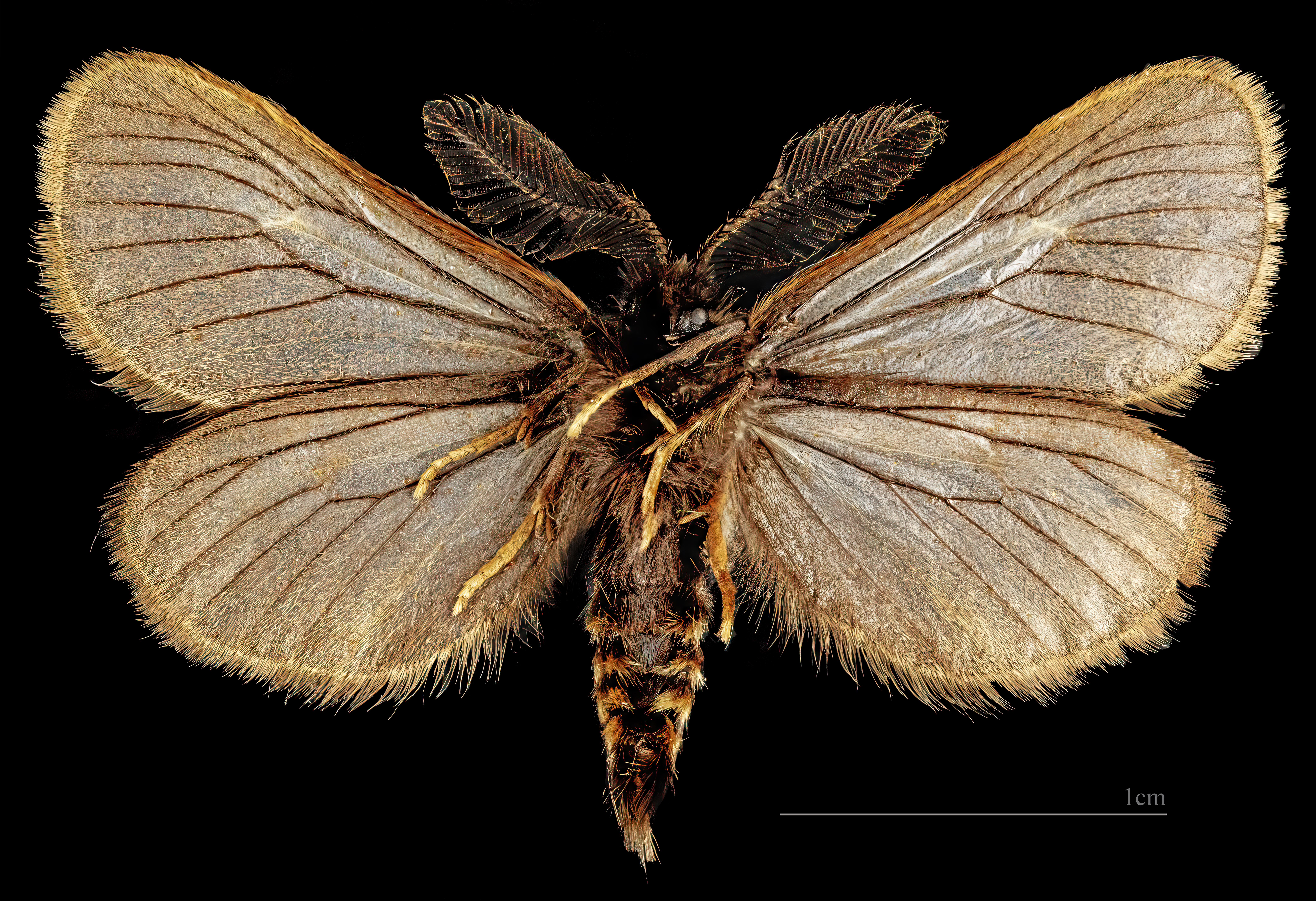
Penthophera morio ♂     △